# Бренди Норвуд
Бренди Рајана Норвуд (енгл. Brandy Rayana Norwood, познатија као Бренди енгл. Brandy; Маком, 11. фебруар 1979) америчка је певачица, текстописац, музички продуцент и глумица. Рођена је у музичкој породици у Макому, а одрасла је у Карсону у Калифорнији. Каријеру је започела као дете, а наступала је као пратећи вокал за тинејџерске групе. Године 1993. потписала је уговор са издавачком кућом Atlantic Records. Наредне године издала је албум под називом Brandy коме је у Сједињеним Америчким Државама додељен четвороструки платинасти сертификат, а албум је продат у шест милиона примерака широм свету. Бренди је имала главну улогу у ситкому Моеша, који је трајао шест сезона. Музичку каријеру наставила је 1998. године објавивши дует са певачицом Моником, под називом The Boy Is Mine, који је постао најпродаванији женски дует свих времена и један од синглова икада који су најдруже били на музичким листама. Други албум Бренди, под називом Never Say Never продат је у 16 милиона примерака широм света, а за њега је певачица добила Греми награду. Након тога, Бренди је постала препознатљива у јавности, добила је велики број улога у филмовима, а њене концерте турнеје биле су увек брзо распродате. У том периоду, певачица је покренула сопстену модну линији под називом „Барби”.
Током двехиљадитих година, певачицина каријере није била сигурна у поп индустрији. Године 2002. глумила је у ријалити серији Бренди, где је документовано рођење њене ћерке. Трећи и четврти студијски албуми Бренди, под називом Moon (2002) и Afrodisiac (2004) добили су позитивне критике и доживели комерцијалне успехе. Бренди је такође била судија у америчкој музичкој емисији Америка има таленат. Године 2008. објавила је албум Human који није доживео комерцијални успех. Године 2010. Бренди је доживела критички и комерцијални препород када се вратила на телевизију као такмичарка у једанаестој сезони емисије Плес са звездама, а након тога глумила је у ријалити емисији Бренди и Реј Џеј: Породични бизнис. Године 2012. имала је улогу у серији Игре и издала шести студијски албум , који је добио похвале од стране музичких критичара. На Бродвеју је дебитовала у мјузиклу „Чикаго”, а након тога имала је главну улогу у ситкому под називом  Zoe Ever After, који је премијерно приказан у јануару 2016. године.
До јула 2018. године Бренди је продала преко 40 милиона плоча широм света, а више од 8,62 милиона примерака у Сједињеним Америчким Државама. Америчко удружење дискографских кућа наводи да је Бренди једна од музичара са највише продатих примерака албума у Сједињеним Државама. За свој рад награђена је вишеструко, добила је Греми награду, Америчку музичку награду и седам награда часописа Билборд. Постала је позната по свом карактеристичном гласу, па су је људи из музичке индустрије и критичари назвали „Вокална Библија”.

## Биографија
Бренди Норвуд рођена је 11. фебруара 1979. године у Макому, Мисисипи, ћерка је Вилија Норвуда, певача и хородовође и његове жене Соње Нортву, менаџера бренда H&R Block.  Бренди има старију сестру која се забављала са Реј Џејем, а рођак јој је Снуп Дог. Одрасла је у хришћанској породици, а почела је да пева по угледу на оца који је певао у локалном хору. Године 1983. са породицом се преселила у Лос Анђелес, где је похађала Холивудску школу за уметност. Њено интересовање за музику и наступе порасло је у доби од седам година, када је постала обожаватељка Витни Хјустон, али је имала проблеме у школи где је нису слали на аудиције. До једанаесте године гостовала је у неколико музичких емисија као део омладинске певачке групе.
Због свог талента и успешних нумера, Бренди је 1990. године потписала уговор са издавачком кућом Teaspoon Productions, која је у власништву Крис Стоукса и Ирла Хариса, а они су јој дали да ради као пратећи вокал на њиховом ритам и блуз бенду Immature и договорили продукцију демо снимка. Године 1993. услед преговора са компанијом , Брендини родитељи су организовали уговор о снимању са издавачком кућом . Како би се посветила ћерки, Брендина мајка је дала отказ, док је певачица касније напустила средњу школу и прешла у приватну.  Током раних фаза продукције албума Бренди, она је добила улогу у краткотрајном ситкому Теа, као ћерка самохране мајке. Бренди је након тога стекла номинацију за награду у категорији за „Најбољи ансамбл за младе”, заједно са својим колегама. Снимање ситкома после прве сезоне је отказано, а Бренди је истакла да није била одушевањена глумом, као и да јој је снимање одузело доста времена, те да није имала времена за снимање албума.
Бренди је похађала Холивудску средњу школу, али је студирала приватно. Године 1996. године имала је кратку емотивну везу са кошаркашем Коби Брајантом којег је пратила на његовој матури у средњој школи. Такође се забављала са певачем Вањом Морис, за којег истиче да јој је био „прва љубав”. Морис који је шест година старији, наводно је окончао везу са Бренди. У периоду рада на албуму Never Say Never Бренди је била у емотивној вези са репером Масеом. Током продукције албума Full Moon, средином 2001. године, певачица је била у вези са продуцентом Робертом Смитом, а пар је своју везу крио од јавности све до фебруара 2002. године, када је Бренди саопштила да очекују дете.  Међутим, годину дана након рођења њихове ћерке Сирај, пар се раздвојио. Године 2004. Смит је изјавио да он и Бренди никада нису били легално венчани, али да су се претварали да јесу како би певачица сачувала имиџ. Следеће године Бренди је започела везу за НБА кошаркашом Квентином Ричардсоном који је у то време играо за Лос Анђелес клиперсе. Пар се убрзо верио у јулу 2014. године, али је Бренди прекинула веридбу у октобру 2005. године. Током 2010. године Бренди се забављала са репером Фло Рајдом. Крајем 2012. године певачице се верила са музичким продуцентом Рајаном Пресом, а у априлу 2014. године раскинули су веридбу.

## Каријера

### 1993—1996: Објављивање нових албума
Године 1993. певачицин продуцент Вилијамс ангажовао је продуцента Кејта Крауча и ритам и блуз групу Somethin' for the People, како би сарађивали са Бренди, а након осам месеци они су снимили албум под називом . На албуму су се нашле ритам и блуз песме, са елементима хип хопа, а Бренди је касније изјавила да је у време снимања млада и рањива, да није стварно знала шта жели да пева и да је била без исукуства. Албум је објављен у септембру 2004. године и био је на двадесетом месту листе Билборд 200. Добио је углавном позитивне критике, а Еди Хауфман са сајта AllMusic истакао је да је албум Бренди са добрим песмама и оштром продукцијом. Андресон Џоунс у часопису Entertainment Weekly истакао је да Бренди глуми своје године, те да је певачица покушава оно што је направила Алија. Певачица је продала преко шест милиона албума широм света, а направила је три сингла кој су били међу десет најбољих на листи Билборд хот 100, односно песме I Wanna Be Down и Baby које су биле на првом месту листе Hot R&B, а додељен им је златни и платинасти сертификат од стране Америчког удружења дискографских кућа. Песма Brokenhearted коју је Бренди снимила у сарадњи са Ванијом Морисом, била је на другом месту музичких листа у Сједињеним Државама.
За албум, Бренди је добила две номинације за Греми награду, а освојила је четири Соул треин награде, две Билбордове награде и многе друге. Године 1995. Бренди је завршила турнеју која је трајала два месеца и снимила саундтрек за филм Бетмен заувек. Након тога певачица је објавила сингл Sittin' Up in My Room, који је доживео комерцијални успех. Године 1996. сарађивала је са Танијом, Чаком Каном и Гледис Најт на синглу Missing You, а он је објављен као саундтрек филма Set It Off. Сингл је освојио номинацију за Греми награду, у категорији за „Најбољу поп сарадњу”. Године 1996. Бренди је била ангажована у ситкому Моеша, а имала је улогу Моеше Мајкл, девојке из Лос Анђелеса која има проблеме са маћехом и трпи критике да треба да се понаша као одрасла особа. Серија је дебитовала у јануару 1996. године и убрзо постала најгледанија на каналу Си-Би-Ес.  Бренди је награђена НААЦП наградом у категорији за „Најбољи перформанс младог глумца или глумице”. Године 1997. певачица је заједно са својим родитељима основала Норвуд дечију фондацију, која има циљ да помогне уметницима и социјално угроженим људима у Лос Анђелесу и Мисисипију.

### 1997—2004: Нови албуми и филмска каријера
Године 1997. Витни Хјустон изабрала је Бренди за главну телевизијску улогу у филму Пепељуга, где је глумила заједно са Хјустоновом, Џејсоном Александер и Вупи Голдберг. Двосатни филм Дивни свет Дизнија погледан је 60 милиона пута, а освојио је ЕМИ награду за извандрену уметичку режију или музику. Нови продуцент, Родни Џеркинс допринео је новом албуму Бренди, под називом Never Say Never, а он је објављен у јуну 1998. године. Бренди је написала и продуцирала шест песама са албума, а албум је доживео комерцијални успех и био један од најуспешнијих у том периоду. Песму The Boy Is Mine снимила је са певачицом Моником, песма је била прва на листи Билборд хот 100, постала најуспешнији женски дует у музичкој индустрији, а била је тринаест недеља прва на Билбордовим листама. Песми је на крају додељена Греми награда за најбољу ритам и блуз изведбу. Успех албума био је подједнако распорастрањен и ван Сједињеним Државама. Never Say Never је напродаванији албум Бренди, који је продат у преко 16 милиона примерака широм света. Критичари су позитивно оценили албум, а Стивен Томас са сајта AllMusic похвалио је рад Бренди и поредио је са Марајом Кери и Мери Џеј Блајџ. Други албумски сингл била је песма Have You Ever?.
Након што је 1996. године одбила улогу у филму Set It Off, дебитовала је у споредној улози Карле Вилсон у филму Још увек знам шта сте радили прошлог лета. Филм је зарадио 16,5 милиона долара, али је добио углавном лоше критике, међутим Бренди је добила углавном позитивне критике за свој перформанс, за који је награђена. Године 1999. појавила се у филмској драми Double Platinum, која говори о односима мајке и ћерке. Филм је сниман само двадесет дана у Њујорку, Бренди и Рос били су његови извршни продуценти, а у филму су се нашле њихове нумере, са албума Never Say Never (1998) и Every Day Is a New Day (1999), као и претходно необјављени дуети. исте године Бренди је наступала на концерту соул и поп музике Divas Live '99, заједно са Витни Хјустон, Тином Тарнер и Шер.
Након дуже паузе у музици и великог броја медија који су писали да се Бренди бори са дехидрацијом, она се вратила снимању 2001. године, када су њу и њеног брата Реј Џеја замолили да сниме обраду песме Another Day in Paradise, коју у оригиналу износи Фил Колинс. Песма је објављена као сингл у Европи и Океанији и постигла је међународни успех, налазила се на већини музичких листа у свету. Албум Full Moon објављен је 5. марта 2002. године у поп, ритам и блуз и електро жанру, а на њему се налази деветнаест песама. Водећи сингл под називом What About Us? постао је светски хит и нашао се међу двадесет најбољих песама у Сједињеним Државама и Великој Британији. Музички критичари су мешотивно оценили албум, у часопису Ролинг Стоун истакнуто је да је албум непристојан. Наредне године Бренди и Роберт Биг Берт Смит су почели да пишу и продуцирају за друге уметнике као што су Тони Бракстон, Кели Ровланд и Кили Дин. После дужег времена, Бренди се појавила на телевизији 2002. године у МТВ шоу Presents Brandy: Special Delivery. Емисија прати последње месеце певачицине трудноће и рођење њене ћерке Сирај.

### 2004—2009: Нови албум
Након повратка са паузе, Бренди је објавила четврти студијски албум под називом Afrodisiac, у јуну 2004. године, након што је раскинула сарадњу са менаџером Бенијем Медином. Бренди је раскинула уговор са његовом компанијом Хандпринт која има седиште у Лос Анђелесу, због контраверзи око песме Talk About Our Love и наводним неуспелим преговорима око заједничке турнеје са музичарем Ашером. Упркос негативном публицитету, албум је постао певачицин најбољи албум по музичким критичарима, који су истакли да је он доследан и зрео, а неки су га упоредили са радовима Џенет Џексон. Албум је дебитовао на трећем месту листе Билборд 200 и добио је сертификат у Сједињеним Државама, у Европи и Јапану. Talk About Our Love био је на шестом месту листе синглова у Уједињеном Краљевству, али албумски синглови нису успели да се пласирају на популарним музичким листама. Касније исте године, Бренди је гостовала заједно са Гледис Најт у трећој сезони серије Амерички снови, где је извела песму I Heard It Through the Grapevine.
Након једанаест година сарадње са компанијом , Бренди је раскинула уговор крајем 2004. годнине, наводећи као главни разлог то што жели самостално да доноси своје одлуке. У марту 2005. године певачица је објавила компилацијски албум , који је објављен без промотивних синглова, а био је међу тридесет најбољих у Аустралији, Великој Британији и у Сједињеним Америчким Државама, где је од стране музичких критичара позитивно оцењен. Енди Келман са сајта AllMusic истакао је да је овај албум за разлику од других Брендијевих, доста креативнији и популарнији. Након тога, Бренди је по писањима медија купила дискографску кућу под окриљем компаније Knockout Entertainment коју држи њен брат. У фебруару 2006. године Бренди се појављивала у ситкому Један на један.
У јуну 2006. године Бренди је била је судија у америчкој емисији Америка има таленат, емисија је била најгледанији програм лета, а завршена је 17. августа 2006. године. Бренди је након тога требала да се врати у другу сезону, у лето 2007. године, али након саобраћајне несреће 2006. године у којој је била умешана, у емисији ју је заменила ријалити звезда Шенон Озбурн. Пети студијски албум под називом Human, певачица је објавила у децембру 2008. године. Албум су дистрибуирали Koch records и Sony Music и био је уједно деби Бренди на етикети Epic records. Албум је добро прихваћен од стране музичких критичара и био је петнаестом месту америчке листе Билборд 200, уз продају од 73.000 примерака током прве недеље од објављивања. Human је продат у 214.000 примерака и није постигао комерцијални успех као претходни албум. Албумски сингл Right Here (Departed) доживео је комерцијални успех и нашао се на музичким листама у Сједињеним Државама. У децембру 2009. године Бренди је снимала под псеудонимом Бран, а заједно са Џастином Тимблерлејком снимила је песму Shock Value 2. Бренди се након тога појавила у серији This Little Piggy као Ребека Крескоф.

### 2010—2014: Нови албум и повратак глуми
У априлу 2001. године Бренди и Реј Џеј дебитовали су у серији Бренди и Реј Џеј: Породични бизнис, заједно са њиховим родитељима. Емисија говори о породици Норвуд, трајала је једанаест епизода, а друга сезона почела је са емитовањем у јесен 2010. године.  Истоимени компилацијски албум са претходно необјављеним садржајем објављен је у јуну 2011. године. Албум није успео да се пласира на музичке листе, а произвео је три промотивна сингла, укључујући нумеру Talk to Me. У јесен 2010. Бренди се појавила као такмичарка у музичком програму Плес са звездама, у пару са Максимом Чмерковским. На крају је била на четвртом месту, што је шокирало судије и публику, јер је била један од фаворита за прво место. У августу 2011. године, Бренди је потписала уговор са издавачком кућом RCA Records и продуцентом Брејом Прескотом. У септембру исте године, приказан је нови музички шоу под називом Majors & Minors, у којој је Бренди такође учествовала. Касније исте године, Бренди се вратила глуми и појавила се у тинејџерској ТВ серији 90210: Следећа генерација, као и у четвртој сезони серије Drop Dead Diva са Рајаном Тедером и Леоном Левис. Касније те године, Бренди је глумила у серији Игра у улози Чардоне, као и у наредној сезони серије..
У фебруару 2012. године заједно са певачицом Моником, снимила је песму It All Belongs to Me која је објављена као сингл са Моникиног албума New Life. Након тога Бренди је објавила сингл Put It Down заједно са Крисом Брауном, а песме је била на трећем месту Билбордове листе . Шести студијски албум под називом Two Eleven певачица је објавила 12. октобра 2012. године, а на њему се налази седаманест песама. Албум је забележио умерени комерцијални успех и био на трећем месту листе Билборд 200, као и на првом месту америчке листе . У марту 2013. године Бренди је глумила у филму Искушење као Мелинда, жена са тајном. Филм је углавном добио негативне успехе и забележио је умерен успех. У јуну 2013. године потписала је уговор са Creative Artists са седиштем у Лос Анђелесу и почетком 2014. године склопила је уговор са Џефом Робинсоном. Истог месеца, певачица је снимила песму Magic, коју у оригиналу изводи бенд Coldplay, а она је била на првом месту Билбордове листе . Такође 2014. године гостовала је у емисији Love & Hip Hop: Hollywood, као и у ситкому The Soul Man. На додели БЕТ хип-хоп награда 2014. године, заједно са Квин Латијаф, Емси Лит и репером Јо-Јоом снимила је песму I Wanna Be Down како би прославила 20. година на сцени.

### 2015—данас: Улоге на ТВ и у Бродвеју
Након завршетка снимања финалне сезоне серије Игра, Бренди је дебитовала на Бродвеју у мјузиклу Чикаго, у којем је од априла 2015. године играла улогу Роки Харт. Иако је у почетку трајала шест недеља, њен ангажман је продужен до августа 2015. године. Године 2015. Бренди се појавила у синглу The Girl Is Mine, а он се нашао међу десет најбољих у Уједињеном Краљевству и међу четрдесет најбољих на интернационалним листама" У јануару 2016. године Бренди је имала водећу улогу у ситкому Zoe Ever After, за који је такође била и копродуцент, а серија је снимљена у Атланти. Главна јунакиња Зоа Мун, самохрана мајка излази из сенке бившег мужа и покушава да уравнотежи дружење, мајчинство и каријеру као козметичарка. У јануару 2016. године објављена је песма Beggin & Pleadin певачице на платформи SoundCloud. Песма је добила позитивне критике од стране музичких критичара, а објављена је као дигитални сингл преко сопствене етикете певачице, Slayana Records. У фебруару 2016. године. Бренди је најавила светску турнеју, а она је завршена већ 30. јуна јер је Бренди хоспитализована због исцрпљености.
У марту 2016. године Бренди је тужила Chameleon Entertainment Group и њеног председника Брејона Прескота, након што је наводно издавач одбио да јој дозволи снимање и издавање нових албума. У новембру 2016. године, Бренди добила награду „Дама соула”  на Соул треин додели награда. Њен десетоминутни наступ на додели похвалила је публика, а и музички критичари. Након тога певачица се са својим братом Рејом Џијем такмичила у ријалитију Моја кухињска правила, који је премијерно приказан у јануару 2017. године на ФОКС телевизији. У јулу 2018. године певачица је постала регуларни учесник шоуа Звезда, где је имала улогу Кејси, све до завршетка серије у мају 2019. године. У јуну 2019. године певачица се  појавила на  песми Love Again канадске певачице Данијел Цесар, а песме се нашла на њеном албуму Case Study 01. Love Again је касније био први сингл са Брендиног седмог студијског албума који је објавила у самосталној продукцији. Након тога, песму Freedom Rings певачица је објавила преко издавачке куће eOne Music. Године 2019. награђена је на БМИ додели награда.

## Умешност
Глас Бренди Норвуд карактерише сопран са распоном од три октаве и пет семитона. Њег глас су музички критичари описивали као „мек, мршав и храпав”. Критичар Ендру Чан из Слант Магазина описао је глас Бренди као необичан спој топлине и хладноће. За њену виртуозност заслужни су његи дуги каскадни рифови. Певачица је примећена по томе што користи снимке са више вокалних аранжмана. Њен жанр је ритам и блуз са мешавином соул и хип хоп музике. Њени текстови говоре о различитим типовима љубави, све до романтике и духовности. Под утицајем Мараје Кери и Витни Хјустон, Бренди је уклопила савремени поп са ритам и блуз баладама, на изради другог студијског албума под називом . Њен трећи студијски албум под називом Full Moon продуцирао је њен тадашњи партнер Родни Џеркинс, мешајући ритам и блуз са текстовима елетрофанка. Њен тон гласа се често мењао, од лаганог девојачког до дубљег и топлијег гласа током деведесетих година. Како је ишло време, Бренди је мењала и стил текстова, доста експериментисала и како су ишле године кроз своје текстове провлачила теме о сексу, а након тога фокусирала се на емотивне везе.
Године 2004. на Бренди је значајно утицало њено мајчинство, друга животна искуства, све већи афинитет према британском рок бенду Coldplay, што је довело до тога да певачица више експериментише са песмама на чевртом студијском албуму Afrodisiac. На албуму је сарађивала са продуцентима као што су Тимбаланд и Кање Вест, а песме на албуму садрже мешавину попа и даба. Од музике паузирала је четири године, због приватних проблема, а 2008. године вратила се на сцену објављивањем албума Human који говори и љубави и поштењу. Године 2012. Бренди је желела да се врати изворном ритам и блузу, што је и учинила објављивањем шестог студијског албума под називом Two Eleven. Албум је спојио Брендин ритам и блуз звук из деведесетих година и звук савременог хип хопа који је био актуелан двехиљадитих година.
Од почетка каријере, Бренди је истицала Витни Хјустон певачицом којој је била највише инспирисана. У почетку каријере често је описивала Хјустонову као свог идола, хваливши њен гла и музику. У интервјуу из 2014. године Бренди је изјавила да би Витни Хјустон највећа музичарка свих времена. Крајем деведдесетих година Витни Хјустон постала је пријатељица и ментор Бренди Норвуд. Бренди је такође свог оца Вилија, музичара сматрала за особу која је утицала на њен развој на пољу музике. Навела је да ју је отац научио све о певању, а да је одрасла певајући у цркви са оцем, где је он био руководилац.
Бренди је у једном итервјуу изјавила да као дете није волела свој глас, али да ју је отац охрабривао да прихвати саму себе и своје квалитете. Док је развијала сопствени стил Бренди је као главне утицаје навела Ким Бурел, Енју и Шаде, који су јој како наводи помогли да формира сопствену нишу и сопствени звук. Бренди је инспирацију пронашла и у многим другим музичарима и бендвоима као што су Мараја Кери, Coldplay,The Clark Sisters, Boyz II Men, Стиви Вондер, Арета Френклин, Џенет Џексон, Тимбаланд и њен брат Реј Џеј. Као узоре у свету глуме навела је Ким Фелдс, Џенифер Левис, Габријел Унион, Неси Неш и Лусил Бол.

## Дискографија

### Студијски албуми
| Brandy                                                                             | - Датум објављивања: 27. септембар 1994. - Издавачка кућа: (#82610) - Формат: ЛП, аудио касета, компакт диск       | 20 | 6 | 26 | 20 | —   | 86 | —   | —  | —  | —  | - Америчко удружење дискографских кућа: 4× платинасти - КАН: златни - Британска фонографска индустрија: сребрни | - САД: 2,140,000 - Свет: 6,000,000     |
| Never Say Never                                                                    | - Датум објављивања: 9. јун 1998. - Издавачка кућа: Atlantic (#83039) - Формат: ЛП, аудио касета, компакт диск     | 2  | 2 | 13 | 3  | 12  | 10 | 14  | 5  | 11 | 19 | - САД: 5× платинасти - АУС: платинасти - КАН: 4× платинасти - ФРА: Gold - ЈАП: платинасти - УК: платинасти      | - САД: 4,600,000[A] - Свет: 14,000,000 |
| Full Moon                                                                          | - Датум објављивања: 25. фебруар 2002. - Издавачка кућа: (#83493) - Формат: компакт диск, дигитално преузимање, ЛП | 2  | 1 | 13 | 8  | 12  | 8  | 15  | 23 | 7  | 9  | - САД: платинасти - КАН: златни - ЈАП: златни - УК: златни                                                      | - САД: 1,100,000                       |
| Afrodisiac                                                                         | - Датум објављивања: 28. јун 2004. - Издавачка кућа: (#83633) - Формат: компакт диск, дигитално преузимање, ЛП     | 3  | 4 | 53 | —  | 57  | 44 | 10  | 45 | 26 | 32 | - САД: златни - ЈАП: златни - УК: сребрни                                                                       | - САД: 416,000                         |
| Human                                                                              | - Датум објављивања: 5. децембар 2008. - Издавачка кућа: , (#727271) - Формат: компакт диск, дигитално преузимање  | 15 | 5 | —  | —  | 129 | —  | 37  | —  | —  | —  | | - САД: 214,000                         |
| Two Eleven                                                                         | - Датум објављивања: 12. октобар 2012. - Издавачка кућа: - Формат: компакт диск, дигитално преузимање              | 3  | 1 | —  | —  | 173 | —  | 103 | —  | —  | 87 | | - САД: 186,000                         |
| "—" означава албуме који нису били на листама или нису били објављени у тој држави | |    |   |    |    |     |    |     |    |    |    | |                                        |